# HRT – Radio Sljeme
Radio Sljeme jest hrvatska radijska postaja koja je dio Hrvatskoga radija i odašilje svoj program na području Zagreba i Sjeverozapadne Hrvatske od 17. travnja 1953., isprva pod nazivom Radio na valu 202,1, a od 15. svibnja 1953. kao Radio Sljeme. Prve emisije bile su Kroz Zagreb, Muzika-želje slušalaca, Mali oglasnik. Četverosatni program proširio se 1986. godine na dvanaestosatni. Posebice popularne bile su emisije Abeceda grada i Dnevni događaji te emisije emitirane tijekom i uoči Univerzijade 1987. Tijekom Domovinskoga rata osobito slušane bile su emisije S domovinskih bojišta Marine Mučalo (najčešće emitirane s prve crte obrane) i svakodnevno promišljanje o ratu i njegovim posljedicama u emisiji Glas misli Voje Šiljka. Uvođenjem noćnog programa u siječnju 1997. Radio Sljeme je prešlo na 24-satno emitiranje.
Na Radio Sljemenu emitirala se jutarnja petominutna duhovna misao Hvaljen Isus i Marija, a emitirala se dvadeset godina. Termini su varirali od 7.30, 6.40 te od 6 sati ujutro, a onda je ukinuta bez objašnjenja.
Radio Sljeme je danas jedna od najslušanijih postaja u gradu Zagrebu što potvrđuje i istraživanje agencije Media metar, prema kojoj je 4. siječnja 2007. za vrijeme praćenja Svjetskoga skijaškog kupa postaja Radio Sljeme potukla konkurenciju i našla se na prvomu mjestu. 
„
Najzagrebačkiji radio” - poznati je sinonim radija, a popularan je zbog programskoga usmjerenja u kojemu središnje mjesto zauzimaju grad Zagreb i županije Sjeverozapadne Hrvatske koje mu gravitiraju.
U početku je postaja svoj program odašiljala putem srednjevalih odašiljača koji su se koristio u početcima emitranja. 3. listopada 1971. g. krenulo je UKV (FM) emitiranje na 88,1 MHz sa Sljemena, isprva sa starog odašiljača, a od 15. svibnja 1976. g. s novoga RTV tornja koji je toga dana počeo s radom.

## Program
- Jutarnji program
- Prijepodnevni program
- Poslijepodnevni program
- Večernji program
- Vikend

## Vanjske poveznice
- Službene stranice  Arhivirana inačica izvorne stranice od 21. svibnja 2010. (Wayback Machine) (hrv.)